# Адам Георг
Ада́м Ґе́орг (нім. Adam Georg, нар. 8 лютого 1874, Берлін — пом. 1948, Берлін) — німецький славіст, дослідник і популяризатор української літератури.
Вивчав медицину в університетах Берліна й Ростока. Працював лікарем. У 90-х pp. 19 ст. зацікавився українською та болгарською літературами. Досліджував і популяризував у Німеччині українські народні пісні, творчість українських письменників. 1902 року відвідав Чернівці та Львів, де зустрічався з І. Франком, М. Павликом, Ольгою Кобилянською, В. Гнатюком; листувався з ними, а також із М. Грушевським та Осипом Маковеєм.
У серії публікацій про Україну (1898—1900) знайомив своїх співвітчизників із подіями культурного життя України. Автор нарису «KleinruBland» («Малоросія»), у якій подав стислий огляд розвитку українського художнього слова від І. Котляревського до поч. 20 ст. Того ж року з незначними змінами була надрукована як передмова до збірки «Die kleinrussischen Novellen» («Малоруські новели») Ольги Кобилянської.
Адаму належать статті «Von der modernen kleinrussischen Literatur» («Про сучасну малоруську літерату-ру»); «Ruthenischer Brief (1902 bis 1904)» («Рутенський лист»); рецензія на книгу «Taras Schewtschenko. Ausgewahlte Ge-dichte» («Тарас Шевченко. Вибрані вірші»).
Твори: український переклад — Український лист (уривок); «Сторіччя української літератури (уривок)», де про Тараса Шевченка написано з позицій німецької прогресивної критики.